# Dinmukhamed Kunaev
En Dinmukhamed Akhmetuly " Dimash " Kunaev (Kazakh; rus: Динмухаммед Ахмедович Кунаев ; 12 de Gener del 1912 - 22 d'agost del 1993) va ser un polític comunista soviètic kazakh.

## Vida primerenca
Kunaev, fill d'un oficinista kazakh, va néixer a Verny, ara Almaty, i va créixer en una família de renda mitjana. Es va graduar a l'Institut de Metalurgia No Ferrosa i Fina de Metalurgia de Moscou el 1936, cosa que li va permetre convertir-se en operador de màquines. Cap al 1939 s'havia convertit en enginyer en cap de la mina de Pribalkhashatroi i es va incorporar al Partit Comunista de la Unió Soviètica (PCUS), condició del càrrec.

## Carrera
Kunaev va ser vicepresident del Consell de Ministres de la SSR kazakh des del 1942 fins al 1952. El 1947, 1951, 1955 i 1959 també va ser diputat al Soviet Soviètic de la SSR Kazakh. L'augment de Kunaev en les files del Partit Comunista havia estat estretament relacionat amb el de Leonid Brejnev. Khrushchev va nomenar Panteleymon Ponomarenko com a primer secretari del Partit Comunista del Kazakhstan i Leonid Brejnev el segon secretari, el febrer de 1954. Aviat, Kunaev i Brejnev van desenvolupar una estreta amistat que va durar fins a la mort de Brejnev. Brejnev es va convertir en el primer secretari del Partit Comunista del Kazakhstan el 1955 i membre del CPSU Politburo el 1956. Quan Brejnev va abandonar el Kazakhstan el 1956, Iakovlev es va convertir en el primer secretari del Partit Comunista Kazakh. Kunaev va haver d'esperar fins al 1960 per assolir el càrrec.
Kunaev va ser un ardent partidari de la campanya de les Terres Verges, que va obrir milions d'hectàrees de terres al centre del Kazakhstan per al desenvolupament agrícola i va provocar una gran afluència d'immigrants russos a Kazakhstan. El 1962 va ser destituït del seu càrrec, ja que no estava d'acord amb els plans de Khrusxov per incorporar algunes terres del sud del Kazakhstan a Uzbekistan. Ismail Yusupov, partidari del pla, va substituir Kunaev. Es va convertir en el primer secretari del Comitè Central del Partit Comunista del Kazakhstan el 1964 quan Khrushchev fou destituït i substituït per Brejnev. Va mantenir la seva posició durant vint-i-dos anys més. Va ser un membre suplent del Politburo des de 1967 i un membre de ple dret de 1971 a 1987.

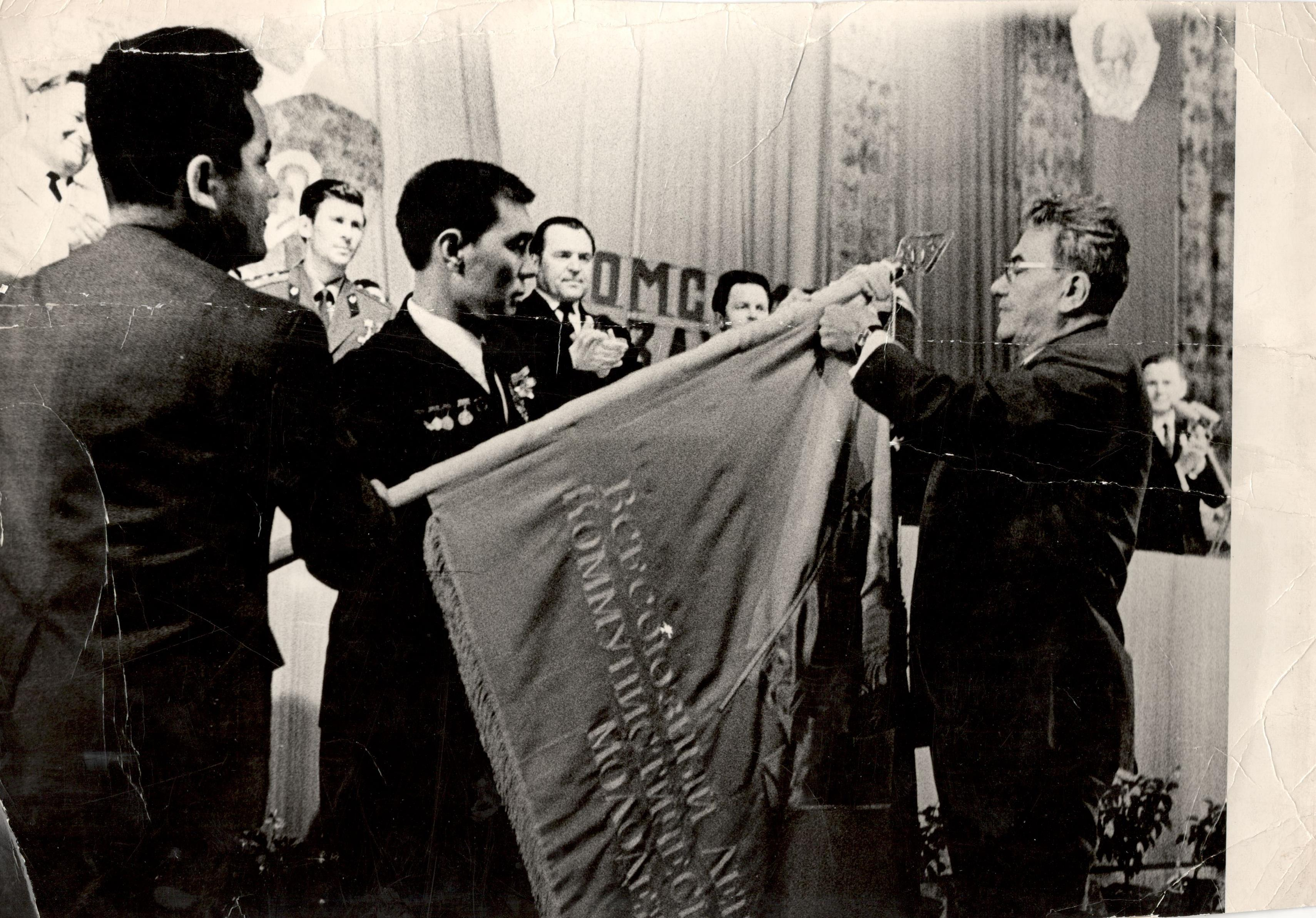
Kunaev concedeix la bandera de batalla de la unitat de l'exèrcit soviètic, 1986.

Durant el llarg govern de Kunaev, els kazakhs van ocupar llocs destacats en la burocràcia, l'economia i les institucions educatives. Fidel de Brejnev, el van destituir del càrrec sota pressió de Mikhail Gorbaxov, que l'acusava de corrupció. El 16 de desembre de 1986, el Politburó el va substituir per Gennady Kolbin, que abans no havia viscut mai a la SSR de Kazakh. Això va provocar disturbis al carrer a Almati, que van ser els primers signes de conflictes ètniques durant la tinença de Gorbatxov. Al Kazakhstan modern, aquesta revolta es diu Jeltoqsan, que significa desembre a Kazakh.

## Llegat
Kunaev va ser guardonada amb tres vegades la estrella d'or de l'heroi del treball socialista. Va passar els darrers anys de la seva vida en una activitat benèfica, fundant la "Fundació Dinmukhamed Kunaev", un dels objectius del qual era el suport de la reforma política al Kazakhstan. Un institut i una carrer a Almaty porten el nom d'ell, així com una avinguda al centre de Astana.